# 尼古拉·尼古拉耶维奇·波波夫
尼古拉·尼古拉耶维奇·波波夫（俄语：Николай Николаевич Попов，1890年12月24日（1891年1月5日）—1938年2月10日），是苏联的政治家，曾加入西乌克兰共产党，后担任乌克兰共产党中央委员会宣传部部长、中央委员会马列研究所所长、中央委员会第三书记。1936年被捕，1937年枪决，1956年平反。